# 陇城镇 (秦安县)
陇城镇，是中华人民共和国甘肃省天水市秦安县下辖的一个乡镇级行政单位。

## 行政区划
陇城镇下辖以下地区：
张湾村、张沟村、山王村、王李村、阴坡村、朱魏村、上魏村、范吕村、南七村、张赵村、陈村、常营村、西关村、龙泉村、娲皇村、略阳村、上袁村、凤尾村、王湾村、许墩村、纯仁村和金泉村。